# Tomobella
Tomobella Szüts & Scharff, 2009 è un genere di ragni appartenente alla Famiglia Salticidae.

## Distribuzione
Le due specie oggi note di questo genere sono state rinvenute nel Madagascar.

## Tassonomia
A giugno 2011, si compone di due specie:
- Tomobella andasibe (Maddison & Zhang, 2006) — Madagascar
- Tomobella fotsy Szüts & Scharff, 2009[2] — Madagascar